# Egmont Ehapa Media
Die Egmont Ehapa Media GmbH in Berlin, 1951 gegründet unter dem Namen Ehapa-Verlag, ist ein deutscher Verlag für Comics und Kinderzeitschriften. Er ist eine Tochtergesellschaft der dänischen Egmont Mediengruppe mit Sitz in Kopenhagen. Seit 2014 firmiert der ehemalige Egmont Ehapa Verlag unter dem Namen Egmont Ehapa Media GmbH.

## Geschichte

Früheres Logo

Im Jahre 1878 öffnete Egmont Harald Petersen in Kopenhagen eine eigene Druckerei, die den Grundstock für den Verlag bilden sollte. Der erste große Erfolg war die Familienzeitschrift Hjemmet 1904, die noch heute in Skandinavien existiert. 1914, zur Einweihung eines großen Druckereigebäudes, dem Gutenberghus, erhielt Egmont den Titel der königlichen Hofdruckerei.
1948 sicherte der Verlag sich die Rechte an den Disney-Comics für viele europäische Länder. 1951 wurde mit Ehapa ein deutscher Ableger gegründet. Der Name Ehapa leitet sich aus den Initialen des Firmengründers Egmont Harald Petersen (E Ha Pa) ab. Der Verlagssitz war über Jahrzehnte in Leinfelden-Echterdingen, wurde aber 2001 nach Berlin verlegt. Geschäftsführer 1972 bis 1988 war Adolf Kabatek, der auch als Comic-Autor hervorgetreten ist. Unter Kabatek und seinem Nachfolger Eckhardt Bültermann avancierte Egmont Ehapa zu einem der großen Comic-Buchverlage in Deutschland. 1991 wurde der Reiner Feest Verlag aufgekauft. Unter diesem Label erschien im Februar 1994 mit Appleseed der erste Manga des Verlagshauses. Weitere Manga folgten, doch der große Durchbruch gelang 1997 mit Sailor Moon. Auch der Remus-Verlag wurde von Egmont übernommen.

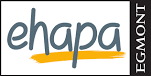
Logo bis 2014

Zu den bekanntesten Comicserien aus dem Hause Egmont Ehapa gehören Disney-Comics wie im Magazin Micky Maus (seit 1951) und Disneys Lustiges Taschenbuch (seit 1967), Asterix (seit 1968) und Lucky Luke (seit 1977, zuvor bei Koralle-Verlag).
Während diese Serien einen Großteil der Außenwirkung des Verlages ausmachen, werden die Umsätze vorwiegend auf anderen Gebieten generiert: Als Marktführer in diesem Segment verlegt Egmont Ehapa diverse Kinder- und Jugendzeitschriften, meist in Lizenz. Darunter sind beispielsweise Magazine wie Winnie Puuh, Disney Prinzessin, Barbie, Monster High, Wendy, SpongeBob, Benjamin Blümchen, Galileo genial, Hello Kitty oder Yps.
Mehrmals wurden Publikationen des Verlags mit dem Max-und-Moritz-Preis ausgezeichnet.

## Egmont-Gruppe
Neben Egmont Ehapa gehören in Deutschland die Egmont Verlagsgesellschaften zur Egmont-Gruppe. Beide Unternehmen stehen seit November 2013 unter gemeinsamem Management, bleiben aber getrennt. Die Mitte Editionen, zeitweise Verleger der deutschen Ausgabe des Männermagazins FHM, wurden zum Jahresende 2010 eingestellt.

### Egmont Interactive
Egmont Interactive war ein Tochterunternehmen des Egmont Ehapa Verlags, das als Publisher von Computerspielen fungierte.
Egmont Interactive veröffentlichte zum Beispiel 1997 den Titel Pirates: Captain's Quest in Deutschland.
Die Firma arbeitete Ende der 1990er Jahre bei der Veröffentlichung von Computerspielen mit dem Unternehmen dtp entertainment zusammen, so wurden gemeinsam die Spiele Sanitarium – Der Wahnsinn ist in Dir, The Longest Journey und ein PC-Spiel zu Sailor Moon auf dem deutschsprachigen Markt veröffentlicht. Infolgedessen wurde im Jahr 2000 ein Kooperationsabkommen mit dtp geschlossen und im März 2001 das gemeinsame Label mit dem Namen Shoebox gegründet. Noch am 15. März erschien mit Gothic, welches von der damaligen Bochumer Phenomedia-Tochter Piranha Bytes entwickelt wurde, das erfolgreichste durch Shoebox hervorgebrachte PC-Spiel.
Im September 2001 kündigte Egmont Interactive überraschend an, dass man die Geschäftsaktivitäten zum 30. September 2001 einstellen werde. Die von Egmont Interactive vertriebenen Spiele sowie das gemeinsame Label Shoebox wurden von dtp fortgeführt. Die Schließung von Egmont Interactive wurde durch weltweite Umstrukturierung beim Egmont Ehapa Verlag begründet. Lediglich einer von fünf Angestellten wurde innerhalb des Verlags weiterbeschäftigt, den anderen vier Mitarbeitern wurde gekündigt.
Der Egmont Ehapa Verlag hatte sich bis dahin nahezu sechs Jahre mit Egmont Interactive auf dem Computerspielemarkt betätigt.